# Pokusy o vraždu Adolfa Hitlera
Toto je nekompletní soupis zdokumentovaných a realizovaných pokusů o zavraždění německého kancléře a diktátora Adolfa Hitlera.
Pokud není uvedeno jinak, veškeré pokusy se odehrály v nacistickém Německu a byly vedeny ze strany občanů nacistického Německa. V tabulce níže nejsou uvedeny atentáty:
- před rokem 1933 (před převzetím moci): čtyři pokusy, včetně jednoho pokusu s jedem v hotelu Kaiserhof (1930),
- po roce 1933: deset pokusů, včetně jednoho spáchaného neznámým členem jednotek SA v Obersalzbergu a další spáchaný skupinou Luttner v Königsbergu.

| Datum               | Místo                         | Atentátníci                                                                              |
| ------------------- | ----------------------------- | ---------------------------------------------------------------------------------------- |
| 1934                | Berlín                        | Beppo Römer                                                                              |
| 1934                | Berlín                        | Helmut Mylius                                                                            |
| 1935                | Berlín                        | Skupina Marwitz                                                                          |
| 1935                | Berlín                        | Paul Josef Stuermer                                                                      |
| 1936, 20. prosinec  | Norimberk                     | Helmut Hirsch                                                                            |
| 1937                | Berlín                        | Josef Thomas                                                                             |
| 1937                | Berlín, Sportpalast           | neznámý muž v uniformě SS                                                                |
| 1938, 9. listopad   | Mnichov, Feldherrnhalle       | Maurice Bavaud                                                                           |
| 1939, 5. říjen      | Varšava                       | Michał Karaszewicz-Tokarzewski                                                           |
| 1939, 8. listopad   | Mnichov, Bürgerbräukeller     | Johann Georg Elser                                                                       |
| 1939                | Berlín                        | Erich Kordt                                                                              |
| 1940                | Paříž                         | Erwin von Witzleben                                                                      |
| 1941                | Berlín                        | Nikolaus von Halem                                                                       |
| 1941–1943 (několik) | Berlín                        | Beppo Römer                                                                              |
| 1943                | Walki (SSSR)                  | Hubert Lanz, Hans Speidel, Hyazinth Graf von Strachwitz                                  |
| 1943, 13. březen    | let do Smolenska (SSSR)       | Henning von Tresckow, Fabian von Schlabrendorff                                          |
| 1943, březen        | Smolensk (SSSR)               | Friedrich König, Philipp von Boeselager                                                  |
| 1943, 21. březen    | Berlín, Zeughaus              | Henning von Tresckow, Fabian von Schlabrendorff, Rudolf Christoph Freiherr von Gersdorff |
| 1943                | Východní Prusko, Wolfsschanze | neznámí Poláci                                                                           |
| 1943                | Berlín                        | Rudolf Christoph Freiherr von Gersdorff                                                  |
| 1943, 16. listopad  | Východní Prusko, Wolfsschanze | Axel Freiherr von dem Bussche-Streithorst                                                |
| 1944, leden         | Východní Prusko, Wolfsschanze | Ewald-Heinrich von Kleist-Schmenzin                                                      |
| 1944, 11. března    | Obersalzberg, Berghof         | Eberhard von Breitenbuch                                                                 |
| 1944 (několik)      | Berlín                        | Claus von Stauffenberg                                                                   |
| 1944, 20. červenec  | Východní Prusko, Wolfsschanze | Claus von Stauffenberg                                                                   |